# 苻廋
苻 廋（ふ そう、? - 368年）は、五胡十六国時代前秦の皇族で、初代君主苻健の十男。生母は皇后強氏。兄に天王太子苻萇・平原公苻靚・2代君主苻生・長楽公苻覿・高陽公苻方・北平公苻碩・淮陽公苻騰・晋公苻柳・汝南公苻桐がおり、弟に燕公苻武・淮南公苻幼がいる。

## 生涯
351年1月、父の苻健が前秦を興すと、魏公に封じられた。
355年6月、苻健が没して兄の苻生が後を継ぐと、8月に苻廋は鎮東大将軍・豫州牧に任じられ、陝城を鎮守した。
357年6月、従弟の苻堅が苻生を殺害してその位を継承した。後に苻廋は洛州刺史に任じられた。
364年8月、兄の汝南公苻騰は苻堅に反旗を翻したが、失敗して誅殺された。この時、王猛は苻堅へ、苻生の弟である五公（苻方・苻柳・苻廋・苻武・苻幼）をまとめて誅殺すべきだと説いているが、苻堅は許さなかった。
365年10月、苻堅が長安を留守にした隙を突き、弟の淮南公苻幼は杏城の兵を率いて長安を攻めたが、李威に敗れて殺害された。
367年9月、晋公苻柳・趙公苻双は共に反乱を企むと、苻廋と燕公苻武にも協力を持ち掛けた。苻廋はこれに同意したが、鎮東主簿姚眺はこれを諫めて「明公（苻廋）は周公・召公のように至親として方面の重任を接受されております。国家には難があり、力を尽くしてこれを除くべきだというのに、どうして自ら難を為そうとするのですか！」と述べたが、苻廋はこれを聞き入れなかった。
この事が苻堅の耳に入ると、彼は苻廋らに長安を詣でるよう命じた。
10月、苻柳は蒲坂において、苻双は上邽において、苻廋は陝城において、苻武は安定において一斉に兵を挙げると、苻堅に反旗を翻して長安攻略を目論んだ。苻堅は使者を派遣して「我は卿らを待遇し、恩もまた至っているというのに、どうして苦しくも反したのか！卿らは征を中止し、兵を退くべきである。そうすれば各々その位を安んじ、一切を以前通りとしよう」と諭させ、各々に噛梨（梨の果肉は柔らかく簡単に噛る事が出来るので、親戚の反乱に喩えられた）を送って信義を示したが、みな従わずに兵を増員して守りを固めた。
368年1月、苻堅は後将軍楊成世・左将軍毛嵩を上邽・安定へ侵攻させ、輔国将軍王猛・建節将軍鄧羌を蒲坂へ侵攻させ、前将軍楊安・広武将軍張蚝を陝城へ侵攻させた。また、蒲坂・陝城へ侵攻する諸将に命じ、みな城より三十里距離を置いて固く守って戦わず、秦・雍の地（苻双・苻武）を平定した後に共同でこれを攻略するよう命じた。
2月、苻廋は陝城ごと前燕へ降伏を申し入れ、その代わりに救援を要請した。これに前秦朝廷は震え上がり、苻堅は前燕の襲来に備えるために精鋭兵を派遣して華陰を守らせた。前燕の魏尹・范陽王慕容徳は前秦を討つ絶好の機会として朝廷へ出兵を要請したものの、宰相の慕容評は先帝が崩御したばかりである事を理由に軍事行動を起こさなかった。
3月、苻双は楊成世・毛嵩を返り討ちにしたものの、苻堅はさらに武衛将軍王鑒・寧朔将軍呂光らに苻双・苻武を討伐させた。4月、苻双・苻武は隃麋へ進出したが、呂光らに大敗を喫してしまい、安定を放棄して苻双と共に上邽へ退却した。5月、苻柳は長安へ向けて出撃したが、王猛・鄧羌に大敗を喫してしまい、蒲坂へと撤退した。7月、王鑒らの攻勢により上邽は陥落し、苻双・苻武は捕らえられて長安へ連行され、やがて処断された。9月、王猛の攻勢により蒲坂もまた陥落し、苻柳は首を刎ねられた。王猛はそのまま蒲坂に止まると、鄧羌に命じて王鑒らと合流させて共に陝城を攻めさせた。
12月、苻廋は鄧羌らの攻勢を抗しきれず、陝城もまた陥落してしまった。苻廋が捕らえられて長安へ護送されると、苻堅は反乱を起こした理由を苻廋へ問うた。すると苻廋は「臣は素より反心などありませんでしたが、兄弟はしばしば逆乱を企てました。臣もまたこれらに連座するのを恐れ、謀反を起こしたのです」と答えた。苻堅は涙を流して「汝は素より長者（徳望の高い者）であり、今回の件が汝の心ではない事も固く知っている。高祖（苻健）の後継ぎを絶やす事は出来ぬな」と述べ、苻廋に死を賜ったが、彼の7人の子については罪を免じた。また、彼の長男に魏公を襲名させ、他の子もみな県公に封じ、苻生とその諸弟で後継ぎのいない者を継承させた。これに母の苟氏は「廋（苻廋）と双（苻双）は共に反乱を起こしましたが、なぜ双にだけ後を継がせる者を置かないのですか（苻双は苻堅の同母弟）」と問うと、苻堅は「この天下は高祖の天下です。高祖の子を絶やさせる訳にはいきません。また、仲群（苻双）は太后（母の苟氏）を顧みず、宗廟を危ぶめんと謀りました。天下の法というのは私情に囚われるべきではありません」と答えた。また、苻廋の側近である姚眺を抜擢して汲郡太守に任じた。